# Ethel Jewett
Ethel Jewett (Portland, 8 settembre 1877 – Los Angeles, 8 dicembre 1944) è stata un'attrice statunitense del cinema muto.

## Biografia
Nata nel 1877 a Portland, nell'Oregon, studiò in quella città e a San Francisco. Nel 1901, si unì alla compagnia teatrale di Dan Daly e una delle sue prime apparizioni sul palcoscenico fu a Filadelfia, al Garrick Theatre. In autunno, faceva parte del corpo di ballo dei musical Arizona e The New Yorkers. In dicembre, però, fu licenziata perché era stata vista in strada mentre passeggiava insieme a un collega maschio, cosa che contravveniva alle regole di Daly che proibiva alle sue attrici di frequentare uomini.
Nel 1904 Ethel Jewett sposò a San Francisco un uomo d'affari. Nel contempo faceva anche la modella. Cominciò a lavorare per il cinema come attrice per diverse case di produzione: l'American Biograph, l'Edison, la Gaumont, la Famous Players e la Thanhouser, recitando spesso in ruoli di criminale. Nel dicembre 1915 vinse un'automobile Overland come premio di un concorso di popolarità indetto dal New York Sunday Telegraph dove si era trovata a competere con l'allora popolarissima diva Clara Kimball Young.
Nell'autunno del 1916 l'attrice si stabilì a New York, dove visse negli anni seguenti.

## Filmografia
- The Stenographer's Friend; Or, What Was Accomplished by an Edison Business Phonograph - cortometraggio (1910)
- A Family of Vegetarians - cortometraggio (1910)
- Bob and Rowdy - cortometraggio (1911)
- The Sign of the Three Labels, regia di J. Searle Dawley - cortometraggio (1911)
- How Sir Andrew Lost His Vote, regia di Ashley Miller - cortometraggio (1911)
- The Spanish Cavalier, regia di J. Searle Dawley - cortometraggio (1912)
- The Necklace of Crushed Rose Leaves, regia di J. Searle Dawley - cortometraggio (1912)
- How Bobby Joined the Circus - cortometraggio (1912)
- The Land Beyond the Sunset, regia di Harold M. Shaw - cortometraggio (1912)
- The Man Who Came Back, regia di Henry Harrison Lewis - cortometraggio (1914)
- Who Got Stung? - cortometraggio (1915)
- The Little Captain of the Scouts - cortometraggio (1915)
- The Valkyrie, regia di Eugene Nowland - cortometraggio (1915)
- The House Party at Carson Manor - cortometraggio (1915)
- The Necklace of Pearls - cortometraggio (1915)
- Bubbles in the Glass, regia di Ernest C. Warde - cortometraggio (1916)
- Pete's Persian Princess - cortometraggio (1916)
- Silas Marner, regia di Ernest C. Warde (1916)
- The Reunion, regia di William Parker - cortometraggio (1916)
- The Net, regia di George Foster Platt - cortometraggio (1916)